# Atheta atomica
Atheta atomica är en skalbaggsart som beskrevs av Thomas Casey 1911. Atheta atomica ingår i släktet Atheta och familjen kortvingar. Inga underarter finns listade i Catalogue of Life.